# Tour de Vysočina
Le Tour de Vysočina est une course cycliste disputée au mois d'août dans la région de Vysočina, en République tchèque. Elle se déroule sous la forme d'une course par étapes depuis sa création, en 1997.

## Palmarès
| Année | Vainqueur         | Deuxième            | Troisième        |
| ----- | ----------------- | ------------------- | ---------------- |
| 1997  | Jan Kotal         | Igor Bonciucov      | Evgeni Golovanov |
| 1998  | Jaromír Purmenský | David Tichý         | Vladimír Sádlo   |
| 1999  | Miloslav Kejval   | Jan Faltýnek        | Vladimír Sádlo   |
| 2000  | Ondrej Slobodnik  | Martin Čerepan      | Tomáš Konečný    |
| 2001  | František Trkal   | Luboš Kejval        | Christian Knees  |
| 2002  | Luboš Kejval      | František Trkal     | Róbert Glajza    |
| 2003  | Roman Broniš      | Jan Faltýnek        | Martin Mareš     |
| 2004  | Petr Benčík       | František Trkal     | Michal Hrazdíra  |
| 2005  | Pavel Zitta       | Radek Bečka         | Radek Blahut     |
| 2006  | René Andrle       | Stanislav Kozubek   | Petr Benčík      |
| 2007  | Leopold König     | Stanislav Kozubek   | František Padour |
| 2008  | Jakub Kratochvíla | Tomáš Okrouhlický   | Rostislav Krotký |
| 2009  | František Padour  | Matthias Friedemann | Roman Broniš     |
| 2010  | Stanislav Kozubek | Leopold König       | Jiří Hudeček     |
| 2011  | Tomáš Bucháček    | Stanislav Kozubek   | Jiří Hudeček     |
| 2012  | Stanislav Kozubek | Tomáš Bucháček      | Jiří Hudeček     |
| 2013  | Samuel Spokes     | Marek Čanecký       | Tomáš Bucháček   |
| 2014  | Alexis Guérin     | Martin Hunal        | Jiří Polnický    |
| 2015  | Michael Gaubitzer | Jonathan Dinkler    | Martin Boubal    |
| 2016  | Tomáš Bucháček    | Martin Hunal        | Martin Boubal    |
| 2017  | Michael Kukrle    | Martin Hunal        | Tomáš Bucháček   |
| 2018  | Immanuel Stark    | Daniel Turek        | Philip Walsleben |
| 2019  | Patrick Haller    | Matěj Zahálka       | Manuel Bosch     |
| 2020  | annulé            | annulé              | annulé           |
| 2021  | Karel Tyrpekl     | Patrick Reissig     | Petr Klabouch    |